# Viotá
Viotá es un municipio colombiano del departamento de Cundinamarca, ubicado en la Provincia de Tequendama; se encuentra a 58 km de Bogotá. Su clima es cálido. Fundada el 27 de marzo de 1767. 

## Toponimia

### Origen lingüístico[3]
- Familia lingüística: Chibcha
- Lengua: Muysccubun

### Significado
Viotá posiblemente pertenece a la lengua general Muisca y presenta los vocablos vi "mucho", bio-bi'o-bi "conjunción", "beber", o "afirmación", "certeza", ta "labranza, dominio".

### Origen / Motivación
El nombre del municipio se relaciona con la denominación original del pueblo indígena de la familia Panche que se designaba como Viuta o Biuta y para mediados del siglo XVIII se conocía como Viotá.Era un lugar de frontera entre los Panches y los Muyscas.

### Nombres históricos
- Viuta o Biuta (siglo XVI e inicios del siglo XVII)
- Santa Bárbara de Calandayma (1767)

## Geografía

### Límites municipales
Viotá delimita con los siguientes municipios
| Noroeste: Apulo (Ríos Candalayma y La Neptunia) | Norte: Anapoima | Nordeste: El Colegio y Granada |
| Oeste: Tocaima                                  |                 | Este: Silvania                 |
| Suroeste: Tocaima                               | Sur: Tibacuy    | Sureste: Tibacuy               |

## Historia
Originalmente el sitio era denominado Biutá por los indígenas Muiscas. Era una territorio de frontera entre los nativos Panches y los Muiscas. En las vegas del río Calandaima y hacia la cordillera se encuentran piedras con jeroglíficos y petroglifos, testimonios del poblamiento indígena.
Santa Bárbara de Anapoima fue fundada como viceparroquia el 17 de octubre de 1777. El 8 de febrero de 1782 dejaba de ser dependiente de Anapoima. El 12 de diciembre de 1834, Don Matías Basurto donó a la iglesia parroquial de Viotá el terreno donde está situada la población y sus ejidos. En 1843 su población no pasaba de 482 habitantes, mientras que para 1870 ya contaba con 2.183 individuos censados. Llegado el año de 1884 su población había disminuido a 1850 personas, quizás debido a la proliferación de guerras civiles y a la transición de cultivos, hasta la llegada del café. 
El cultivo de café se inició a finales del siglo XIX y llega a la edad de oro en las décadas de 1920 a 1940. En septiembre de 1902 fue fusilado en la plaza de Viotá, por las fuerzas del gobierno conservador, el coronel Antonio Arbelaéz, jefe de la guerrilla liberal.
En 1905 la población, según el censo, ascendió a 4.537 habitantes. La posible explicación a este crecimiento (anormal dentro de las provincias de Tequendama y Sumapaz), tal vez estuviera en que allí se hizo fuerte durante la Guerra de los Mil Días un grupo liberal al mando de los generales Aurelio Mazuera y Mazuera y Antonio Morales Villalobos. El general Mazuera y Mazuera era el dueño de la hacienda "La Turena" y mantuvo relativamente lejos de la zona a sus rivales conservadores. En la hacienda "La Liberia", estos dos generales firmaron el Tratado de Liberia, que llevó la paz a esta región de Cundinamarca en la Guerra de los Mil Días.
Ya para 1912 se reportaban 7.197 habitantes, debido a su condición de paraíso cafetero. 
María Cano organizó el Socorro Rojo entre los campesinos arrendatarios, aparceros, colonos y jornaleros, y luego se organizaron ligas o sindicatos agrarios, así como el Partido Comunista Colombiano, que se hizo fuerte en la región. Durante la época de La Violencia, entre 1946 y 1958, Viotá fue defendida por comunistas y liberales que impidieron que fuera ocupada por las fuerzas conservadoras. Luego, un período de paz y la institucionalización de una reforma agraria local, permitieron cuarenta años de progreso del municipio, interrumpido por la crisis internacional del café, de manera que en este siglo se han presentado nuevamente el conflicto armado y la violencia en la región. En los últimos años sus pobladores hacen todo lo posible para superar la crisis armada que se vieron obligados a vivir y hoy adelantan proyectos de vida que nada tienen que ver con las antiguas situaciones vividas.

## División Político-Administrativa
Aparte de su Cabecera municipal. Viotá tiene bajo su jurisdicción los siguientes Centros poblados:
- El Piñal
- Liberia
- San Gabriel

## Movilidad
A Viotá se llega desde Soacha por la Avenida Indumil pasando por la variante de Mondoñedo que parte hacia Tena, La Mesa y Anapoima hasta las cercanías de Tocaima pasa al oriente hacia la frontera con Apulo hasta llegar al casco urbano viotuno. También desde la Autopista Sur en Soacha se llega por el Corregimiento 2, vereda El Charquito y el Salto del Tequendama pasando por el centro poblado de Santandercito en San Antonio del Tequendama y El Colegio hasta dicho casco urbano.

## Economía
El sector agropecuario es el principal generador de ingresos del municipio. Los principales cultivos son el café, el plátano y la naranja. Se producen también maíz, yuca, cebolla, tomate, cilantro, maracuyá, guama, papaya y aguacate, entre otros. En la actualidad el mango ha venido a ocupar una posición destacada entre los productos frutales de la región, pues las tierras de ladera y secas son excelentes para este cultivo. Son comunes también la avicultura, la porcicultura y la apicultura. Desde hace unos años se viene implementando un programa de piscicultura con miras a suplir las necesidades del consumo local y para vender los excedentes a diferentes comercios de la región y de la capital del país. La ganadería ocupa también un sitio destacado entre los renglones de la economía viotuna. Hace poco se introdujo la primera pareja de búfalos (en la finca "Villa Bibiana", propiedad del doctor Betancourt, en la vereda San Antonio Riolindo) con miras a preparar un pie de cría y a impulsar la utilización de estos animales, de reconocida importancia en los campos pecuarios y agrícolas [[cita requerida]].

## Turismo
- Alto Capote
- Alto de la Cruz
- Sendero Mogambo
- Piscina agua viva
- Piscina Los Sabanales (Las Palmas)
- Piscina de agua natural Barrio Santa Liliana
- Artesanías: Productos en palma de iraca.
- Cascadas de Viotá
- Cerro Los Balcones
- Cerro Mirador
- Cerro Redondo
- Cerro Santa Gertrudis
- Caminatas ecológicas
- En la actualidad se está iniciando la actividad de recuperar antiguas casas solariegas situadas en distintos pisos térmicos, con el ánimo de incluirlas en el programa de "Fincas-hoteles" de vocación turística, lo cual se considera que será otro gran atractivo que Viotá ofrece al turismo local, nacional e internacional. Especialmente se espera afluencia de visitantes de la capital.

- En el mes de marzo se realiza desde hace cuatro años el Festival de la Cultura Cafetera

- En las Festividades de San Pedro se realiza en el Municipio de Viotá sus tradicionales Ferias, Fiestas y Reinado Departamental del Café

## Gobierno
Periodo 2024 - 2027
Alcalde Municipal
Oscar Hernán Quiroga
Personero Municipal
Inspección De Policía
Juan Alberto García
Presidente Concejo Municipal
Período 202X

## Servicios públicos
- Energía Eléctrica: Enel, es la empresa prestadora del servicio de energía eléctrica.
- Gas Natural: Vanti es la empresa distribuidora y comercializadora de gas natural en el municipio.